# フィニアス・クインビー

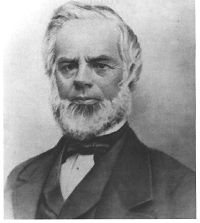
フィニアス・クインビー

フィニアス・クインビー（Phineas Quimby、1802年2月16日 - 1866年1月16日）は、メスメリスト（催眠治療家）・心理療法家であり、独自の病気観、心身観を唱えた。彼の思想は、19世紀アメリカ合衆国で始まったキリスト教における新潮流ニューソートの元祖と考えられている。人によっては（信奉者からは否定意見もあるが）クリスチャン・サイエンスの起源・先駆であるとも言われる。

## 人物・来歴

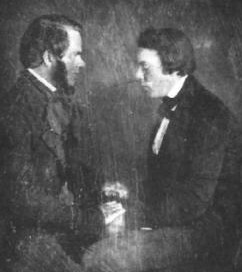
クインビーと助手のルーシャス・バークマー（1847年頃）

クインビーは助手ルーシャス・バークマーにメスメリズムを施し、バークマーは催眠状態で透視能力により患者の病気診断を行い、治療法を指示した。クインビーは、バークマーが患者の病気に効果がないはずの薬剤を処方した際も、患者の病状がしばしば回復することに気付いた。彼はここから、人々が精神および心の変容を通じて信仰による癒やしを経験する能力がある、つまり病気の原因は誤った信念であり、正しい信念・信仰を持てば病気が治るという考え方を発展させた。この癒やしの信念は、神の愛および自然界よりももっと現実的なより深い霊的実相という神学に根ざしたものであり、自分の治療法はイエス・キリストが説いたものと同じ方法の「科学」であるとし、自らの見解を人々に説き始めた。後にクリスチャン・サイエンスの基礎を築いたメリー・ベーカー・エディは、クインビーの治療を通して影響を受け、一時期彼の考えによく似た思想を展開した。